# Apodemia maxima
Apodemia maxima är en fjärilsart som beskrevs av Archibald C. Weeks 1901. Apodemia maxima ingår i släktet Apodemia och familjen Riodinidae. Inga underarter finns listade i Catalogue of Life.